# Thomas Hinz
Thomas Hinz (* 6. Februar 1964 in Hamburg) ist ein ehemaliger deutscher Fußballspieler.

## Werdegang
Hinz wechselte 1982 von der A-Jugend des Hamburger SV zum Oberligisten FC St. Pauli. Der teils auch im Sturm eingesetzte Hinz bestritt ebenfalls Spiele für die Amateurauswahl des Hamburger Fußball-Verbands. 1983 wurde er mit der Mannschaft Meister der Oberliga Nord. In der Saison 1983/84 gelang ihm mit dem FC St. Pauli der Zweitligaaufstieg, allerdings fehlte Hinz in Teilen des Spieljahres erst wegen eines Fußbruchs, den er im Dezember 1983 erlitt, und aufgrund eines im März 1984 zugezogenen Bänderrisses im Fuß.
In der 2. Fußball-Bundesliga hatte Hinz, der Rechtswissenschaft studierte, ebenfalls mit Verletzungspech zu kämpfen: Am ersten Spieltag der Saison 1984/85 erlitt er einen Kapselriss. In der Saison 1985/86, als er wieder mit dem FC St. Pauli in die 2. Bundesliga aufstieg, war er Mannschaftskapitän. Im März 1986 trainierte er zur Probe beim Bundesligisten 1. FC Nürnberg, ehe er das Angebot des Hamburger SV annahm und die erste Spielerverpflichtung des damaligen neuen HSV-Managers Felix Magath wurde. Hinz stand am ersten Spieltag der Bundesliga-Runde 1986/87 gleich in der HSV-Anfangself und biss sich fest: „Bei allen vier HSV-Spielen der Fußball-Bundesliga war der Neuling dabei und ist als linker Verteidiger aus der Stammelf kaum mehr wegzudenken“, schrieb das Hamburger Abendblatt Anfang September 1986.
Er bestritt im Profibereich jeweils 34 Spiele für den FC St. Pauli in der 2. Fußball-Bundesliga und für den Hamburger SV in der Fußball-Bundesliga. Mit dem HSV nahm er des Weiteren an vier Europapokalpartien teil. Nachdem er in allen vorherigen 18 Bundesliga-Spielen der Saison 1987/88 eingesetzt worden war, setzte ihn HSV-Trainer Willi Reimann ab März 1988 nicht mehr ein. Hinz fühlte sich eigener Angabe nach zum „Ersatzspieler der Ersatzspieler“ zurückgestuft, sah bei dem Bundesligisten keine Perspektive mehr. Dennoch stand er in der Saison 1988/89 noch im HSV-Aufgebot, nahm am Training teil, weil er eigener Aussage nach seine Heimatstadt „nicht für irgendeinen Klub verlassen“ wollte. Zu Jahresbeginn 1989 ließ sich Hinz reamateurisieren, um auf diesem Wege ab dem 1. April desselben Jahres für die HSV-Amateure spielberechtigt zu sein. Im Januar 1989 nahm Hinz mit der Amateur-Auswahl des Hamburger Fußball-Verbands an einem Turnier in Leningrad teil. Sein erstes Spiel für die HSV-Amateure in der Verbandsliga Hamburg bestritt er Mitte April 1989 und erlitt dabei eine Knieverletzung. Nach der Genesung trug er auf der Liberoposition zum im Juni 1989 feststehenden Oberliga-Aufstieg der HSV-Amateure bei. Zur Saison 1989/90 wechselte er zum Oberligisten TuS Hoisdorf. Dort war er Mannschaftskamerad seines Bruders Michael. Er spielte bis 1995 in Hoisdorf (1994/95 in der Regionalliga), brachte sich beim selben Verein dann auf der Leitungsebene ein und war zusammen mit Oliver Bruss Manager. Im September 1995 half Hinz beim TuS Hoisdorf in einem Oberliga-Spiel noch einmal als Libero aus und stand im November desselben Jahres erneut für die Mannschaft auf dem Platz, als mehrere andere Spieler des TuS Hoisdorf verletzt ausgefallen waren.